# Jean-Claude Martinez
Jean-Claude Martinez (Seta, 1945) és un polític francès d'extrema dreta. Des de 1989 és diputat al Parlament Europeu. Va ser diputat del parlament francès de 1986 a 1988, amb el Front Nacional. En 1985 va crear una associació que tenia com a objectiu l'anul·lació dels impostos sobre la renda. L'any 1990 va crear el Cercle national des agriculteurs de France, CNAF, que va publicar la Lettre européenne aux paysans (en català, Carta Europea als Pagesos). L'any 2008 va ser suspès del Front Nacional i l'any 2009 va formar amb altres dissidents el Parti de la France.
En paral·lel, fa de professor agregat de ciències polítiques i dret públic a la Universitat de París II.